# Brvenik Naselje
Brvenik Naselje (cyr. Брвеник Насеље) – wieś w Serbii, w okręgu raskim, w gminie Raška. W 2011 roku liczyła 395 mieszkańców.